# Kvinnornas fackförbund
Kvinnornas fackförbund var ett svenskt fackförbund inom Landsorganisationen (LO) som bildades 1902. Det uppgick i Svenska skrädderiarbetareförbundet 1909. 

## Historia
Under 1890-talet började kvinnor, särskilt sömmerskor, att organisera sig i egna fackföreningar. Bland det första var Sömmerskornas fackförening, som bildades 1890. Detta var dock inte accepterat inom Svenska skrädderiarbetareförbundet, och måste därför hitta en alternativ samarbetsform. 
År 1897 bildades Kommittén för den kvinnliga agitationen inom Stockholms allmänna kvinnoklubb med syftet att öka den fackliga medvetenheten hos kvinnorna. Drivande i kommittén var Anna Sterky som senare blev ordförande i det Socialdemokratiska kvinnoförbundet. Anna Sterky levde i samvetsäktenskap med LO:s förste ordförande Fredrik Sterky. Anna Sterky var ordförande för Kvinnornas fackförbund 1902–1906, och Signe Svensson 1906–1908.
- 1902 ombildades kommittén till Kvinnornas fackförbund. Därmed fick man större facklig tyngd och kunde sluta avtal med arbetsgivare. Efterhand fick man medlemsorganisationer även utanför Stockholm. Kata Dalström anlitades ofta för agitationsturnéer.
- 1904 hade förbundet sex anslutna fackföreningar och 275 medlemmar. Den första landsortsföreningen som anslöts var Falu sömmerskefackförening som välkomnades in i förbundet den 1 mars 1904.[2] Samma år anslöts förbundet till LO och man gav ut första numret av tidskriften Morgonbris.
- 1905 startade på förbundets initiativ den kooperativa syfabriken Linnea i Stockholm.
- 1906 beslöt förbundet att anställa en person på heltid som skulle agitera för förbundet i olika sammanhang. Den som anställdes blev Signe Vessman som senare blev förbundsordförande för socialdemokratiska kvinnoförbundet 1920–1936.[2]
- 1907 agiterade man för att hemarbeterskor skulle organisera sig fackligt. Man bildade en hemarbetskommitté och påföljande år bildades de första hemarbetsföreningarna. Samma år beslöt Skrädderiarbetareförbundet att börja organisera kapp- och klädsömmerskor. Man konkurrerade därvid med Kvinnornas fackförbund om samma medlemsgrupper, nämligen kvinnor inom beklädnads- och textilindustrin. För Kvinnormas fackförbund återstod nu endast yrkesgrupperna linne-, rosett-, möss- och korsettsömmerskor. Det var inte ett tillräckligt underlag för ett fackförbund. Därtill kom att Kvinnornas fackförbund inte lät sig förenas med industriförbundsprincipen, dvs. endast en organisation per yrkesområde, som LO drev.
- 1909 ledde ovannämnda omständigheter till att förbundet upphörde och medlemmarna övergick i Svenska skrädderiarbetareförbundet. Tidskriften Morgonbris övertogs samtidigt av Socialdemokratiska kvinnoförbundet.